# Сопка Андрусова
Сопка Андрусова — один из крупных грязевых вулканов Булганакской группы на Керченском полуострове. С 1969 года — геологический памятник природы местного значения. Сопку назвали в честь русского геолога Николая Андрусова.

## Основные сведения
Сопка Андрусова имеет форму срезанного конуса высотой 7 метров, а в диаметре до 150 метров.
Сопка состоит из глины и обломков сидерит, песчаников, известняков, других пород. Склоны изрезано оврагами и вымоинами.
В центральной части сопки является кратер диаметром до 15 метров. Из него периодически извергаются грязевые массы. За время, которое проходит до нового извержения, масса высыхает и разбивается на полигональные отдельности.
На поверхности конуса вулкана постоянно действуют «грифоны» — отдельные небольшие центры извержения (ежегодно 5—10). Они выделяют газ, воду и грязь.